# Ranunculus budensis
Ranunculus budensis — вид квіткових рослин з родини жовтецевих (Ranunculaceae).

## Поширення
Росте у Словаччині, Угорщині, Україні.